# Europees kampioenschap handbal vrouwen 1996
Het 2de Europees kampioenschap handbal vrouwen vond plaats van 6 december tot 15 december 1996 in Denemarken. Twaalf landenteams namen deel aan de strijd om de Europese titel. Titelverdediger Denemarken wist de titel te prolongeren.

## Voorronde

### Groep A
| Land       | Wed | W | G | V | DV  | DT  | DS  | Ptn |
| ---------- | --- | - | - | - | --- | --- | --- | --- |
| Denemarken | 5   | 4 | 0 | 1 | 148 | 101 | +47 | 8   |
| Oostenrijk | 5   | 4 | 0 | 1 | 125 | 105 | +20 | 8   |
| Kroatië    | 5   | 4 | 0 | 1 | 121 | 120 | +1  | 8   |
| Zweden     | 5   | 2 | 0 | 3 | 114 | 139 | –25 | 4   |
| Hongarije  | 5   | 1 | 0 | 4 | 109 | 127 | –18 | 2   |
| Polen      | 5   | 0 | 0 | 5 | 107 | 132 | –25 | 0   |

| 6 december  | Denemarken | 30 – 13 | Zweden     |
| 6 december  | Hongarije  | 21 – 19 | Polen      |
| 6 december  | Kroatië    | 21 – 25 | Oostenrijk |
| 7 december  | Zweden     | 31 – 26 | Hongarije  |
| 7 december  | Oostenrijk | 16 – 29 | Denemarken |
| 7 december  | Polen      | 21 – 25 | Kroatië    |
| 8 december  | Denemarken | 33 – 22 | Polen      |
| 8 december  | Hongarije  | 19 – 24 | Kroatië    |
| 8 december  | Zweden     | 18 – 31 | Oostenrijk |
| 10 december | Hongarije  | 15 – 24 | Oostenrijk |
| 10 december | Kroatië    | 22 – 27 | Denemarken |
| 10 december | Polen      | 23 – 24 | Zweden     |
| 11 december | Oostenrijk | 29 – 22 | Polen      |
| 11 december | Kroatië    | 29 – 28 | Zweden     |
| 11 december | Denemarken | 29 – 28 | Hongarije  |

### Groep B
| Land      | Wed | W | G | V | DV  | DT  | DS  | Ptn |
| --------- | --- | - | - | - | --- | --- | --- | --- |
| Noorwegen | 5   | 3 | 2 | 0 | 134 | 106 | +28 | 8   |
| Duitsland | 5   | 4 | 0 | 1 | 124 | 111 | +13 | 8   |
| Roemenië  | 5   | 3 | 1 | 1 | 132 | 122 | +10 | 7   |
| Rusland   | 5   | 2 | 1 | 2 | 132 | 119 | +13 | 5   |
| Oekraïne  | 5   | 1 | 0 | 4 | 114 | 122 | –8  | 2   |
| Litouwen  | 5   | 0 | 0 | 5 | 97  | 153 | –56 | 0   |

| 6 december  | Duitsland | 22 – 21 | Roemenië  |
| 6 december  | Rusland   | 30 – 23 | Oekraïne  |
| 6 december  | Noorwegen | 36 – 18 | Litouwen  |
| 7 december  | Roemenië  | 29 – 26 | Rusland   |
| 7 december  | Litouwen  | 17 – 27 | Duitsland |
| 7 december  | Oekraïne  | 19 – 23 | Noorwegen |
| 8 december  | Duitsland | 25 – 23 | Oekraïne  |
| 8 december  | Rusland   | 22 – 22 | Noorwegen |
| 8 december  | Roemenië  | 32 – 26 | Litouwen  |
| 10 december | Rusland   | 31 – 16 | Litouwen  |
| 10 december | Noorwegen | 27 – 21 | Duitsland |
| 10 december | Oekraïne  | 22 – 24 | Roemenië  |
| 11 december | Litouwen  | 20 – 27 | Oekraïne  |
| 11 december | Noorwegen | 26 – 26 | Roemenië  |
| 11 december | Duitsland | 29 – 23 | Rusland   |

## Finale ronde

### Halve finales
| 13 december | Denemarken | 24 – 22 | Duitsland  |
| 13 december | Noorwegen  | 22 – 20 | Oostenrijk |

### 11de/12de plaats
| 13 december | Polen | 30 – 27 | Litouwen |

### 9de/10de plaats
| 13 december | Hongarije | 22 – 27 | Oekraïne |

### 7de/8ste plaats
| 13 december | Zweden | 28 – 32 | Rusland |

### 5de/6de plaats
| 13 december | Kroatië | 17 – 23 | Roemenië |

### Troostfinale
| 15 december | Oostenrijk | 30 – 23 | Duitsland |

### Finale
| 15 december | Denemarken | 25 – 23 | Noorwegen |

## Eindrangschikking
| Rang   | Team       |
| ------ | ---------- |
| Goud   | Denemarken |
| Zilver | Noorwegen  |
| Brons  | Oostenrijk |
| 4      | Duitsland  |
| 5      | Roemenië   |
| 6      | Kroatië    |
| 7      | Rusland    |
| 8      | Zweden     |
| 9      | Oekraïne   |
| 10     | Hongarije  |
| 11     | Polen      |
| 12     | Litouwen   |

| Europees kampioen vrouwen 1996 · Denemarken · 2e titel Selectie: Lene Rantala, Susanne Munk Lauritsen, Camilla Andersen, Anne Dorthe Tanderup, Tina Bøttzau, Anette Hoffmann, Marianne Florman, Janne Kolling, Conny Hamann, Anja Andersen, Gitte Madsen, Tonje Kjærgaard en Anja Byrial Hansen. · Bondscoach: Ulrik Wilbek. |